# O!RUL8,2?
O!RUL8,2? (Oh! Are you late, too?) é o primeiro mini-álbum de estúdio do grupo sul-coreano BTS. Lançado pela Big Hit Entertainment, em 11 de Setembro de 2013 logo após o primeiro single-album 2 Cool 4 Skool. O álbum é composto por dez faixas, com "N.O" (também conhecida como "No Offense") como música-título. O grupo mais tarde promoveu "Attack On Bangtan", outra faixa do álbum.

## Preparações e lançamento
Em 27 de agosto de 2013, a Big Hit Entertainment lançou um relógio com uma contagem regressiva no site oficial do BTS e lançaram um trailer do comeback. No trailer era apresentado um monólogo de RM, enquanto diferentes imagens em 3D relacionadas com o BTS flutuavam no espaço antes de se quebrarem no chão e começa com uma narração que fala sobre como alguém deve perseguir seu sonho. Três dias depois, eles revelaram a lista de músicas de O!RUL8,2? e as fotos conceituais do álbum em sua conta oficial no Twitter e na página do Facebook. Eles também lançaram o design e os detalhes do álbum físico, junto com seu photobook, photocard e poster. A Big Hit Entertainment, em seguida, lançou um trailer especial mostrando o conceito do álbum. Mais tarde, eles lançaram o primeiro teaser, revelando que "N.O" seria o primeiro single. Em 8 de setembro de 2013, o BTS lançou uma prévia de áudio antes do lançamento oficial do álbum.

## Videoclipes
O videoclipe para a faixa principal, "N.O" (sigla de "No Offense"), foi lançado em 10 de setembro, um dia antes do lançamento do álbum. No vídeo os membros estavam vestidos com uniformes, e se rebelando contra seu professor em o que parece ser uma sala de aula distópica. Sua dança foi coreografada por Son Sungdeuk e o vídeo foi dirigido pela Zanybros.

## Promoções
BTS fez seu retorno com "N.O" em 12 de Setembro de 2013, no programa de música da Mnet, M Countdown. O grupo passou a promover no Music Bank da KBS, Music Core da MBC, Inkigayo da SBS e no Simply K-Pop da Arirang TV. Em novembro de 2013, o BTS prosseguiu com a promoção de acompanhamento do álbum com a música "Attack on Bangtan" em vários programas musicais da Coreia do Sul. Muito mais tarde, em 2015, o BTS realizou um show especial em apoio ao álbum. O 2015 BTS Live Trilogy Episode I: BTS Begins foi apresentado por dois dias no Olympic Hall a partir de 28 de março de 2015, com o BTS se apresentando com músicas do 2 Cool 4 Skool e do O!RUL8,2?.

## Desempenho comercial
O O!RUL8,2? estreou em 4º lugar no chart semanal do Gaon Weekly Chart na segunda semana de Setembro de 2013. O álbum também estreou em 11º lugar no chart mensal do Gaon Monthly Chart para o mês de Setembro. Foi classificado como o quinquagésimo quinto álbum mais vendido da Coreia do Sul no Gaon Album Chart em 2013. A partir de 2017, já vendeu mais de 100.000 cópias.+

## Lista de músicas
Todos os créditos das músicas são adaptados do banco de dados da Korea Music Copyright Association.
| N.º            | Título                 | Letras                                        | Produtor          | Duração |  |
| 1.             | "Intro: O!RUL8,2?"     | Pdogg RM                                      | Pdogg RM          | 1:11    |  |
| 2.             | "N.O"                  | Pdogg "Hitman" Bang RM SUGA Supreme Boi       | Pdogg             | 3:30    |  |
| 3.             | "We On"                | Pdogg RM SUGA J-Hope                          | Pdogg             | 3:51    |  |
| 4.             | "Skit: R U Happy Now?" |                                               | Pdogg             | 2:28    |  |
| 5.             | "If I Ruled The World" | Pdogg RM SUGA J-Hope                          | Pdogg             | 4:07    |  |
| 6.             | "Coffee"               | Urban Zakapa Pdogg RM Slow Rabbit SUGA J-Hope | Pdogg Slow Rabbit | 4:20    |  |
| 7.             | "BTS Cypher Pt.1"      | Supreme Boi RM SUGA J-Hope                    | Supreme Boi       | 2:11    |  |
| 8.             | "Attack On Bangtan"    | Pdogg RM SUGA J-Hope Supreme Boi              | Pdogg             | 4:07    |  |
| 9.             | "Satoori Rap"          | Pdogg RM SUGA J-Hope                          | Pdogg             | 3:25    |  |
| 10.            | "Outro: Luv In Skool"  | Slow Rabbit Pdogg                             | Slow Rabbit Pdogg | 1:26    |  |
| Duração total: | Duração total:         | Duração total:                                | Duração total:    | 30:36   |  |

## Charts
| Chart (2013)                     | Posição |
| -------------------------------- | ------- |
| Coreia do Sul (Gaon Album Chart) | 4       |

| Chart (2013)                     | Posição |
| -------------------------------- | ------- |
| Coreia do Sul (Gaon Album Chart) | 11      |

### Chart anual
| Chart                                 | Posição |
| ------------------------------------- | ------- |
| Coreia do Sul 2013 (Gaon Album Chart) | 55      |
| Coreia do Sul 2014 (Gaon Album Chart) | 92      |
| Coreia do Sul 2015 (Gaon Album Chart) | 87      |
| Coreia do Sul 2016 (Gaon Album Chart) | 86      |
| Coreia do Sul 2017 (Gaon Album Chart) | 99      |
| Coreia do Sul 2018 (Gaon Album Chart) | 82      |

## Vendas e certificações
| Chart                | Vendas   |
| -------------------- | -------- |
| Coreia do Sul (Gaon) | 178,560+ |

## Histórico de lançamentos
| País          | Data                   | Formato              | Gravadora                                |
| ------------- | ---------------------- | -------------------- | ---------------------------------------- |
| Coreia do Sul | 11 de Setembro de 2013 | CD, Download digital | Big Hit Entertainment LOEN Entertainment |
| Vários        | 11 de Setembro de 2013 | Download digital     | Big Hit Entertainment LOEN Entertainment |